# Elementary Calculus: An Infinitesimal Approach
H. J. キースラー著 Elementary Calculus: An Infinitesimal approach（『無限小解析の基礎―微積分の新手法』）は、大学初年度級向けの初等解析学（微分積分学）用の教科書として書かれた。副題は An approach using infinitesimals とされることもあり、アブラハム・ロビンソンの超実数の意味での無限小の利用を仄めかすものになっている。本書は、著者による無償オンライン版（CC BY-NC-SA）と、ドーヴァー出版からの書籍版が、利用可能である。

## 教科書としての配慮
当教科書は、ロビンソンによる超実数の構成に基礎をおくものである。キースラーはより深く基本資料をカバーする指導者向けに傍用図書として Foundations of Infinitesimal Calculus（「無限小解析の基礎」）も著している。
連続性、微分、積分などの初等解析学における基本概念が、無限小をもとに定義される。ε–δ を用いてこれらを定義する通常の手法も第5章の最後に書かれているので、これら定石に則ったアプローチへの読み替えも可能である。
本書においてキースラーは、互いに無限に近い超実数を区別することを視覚的に表すために、教育学的手段として「無限に拡大できる顕微鏡」を用いた。同様に、無限大超実数を表すのに「無限に解像度のある望遠鏡」を用いている。

「標準部分」は有限超実数をそのもっとも近い実数へ「丸める」ものである。「無限小顕微鏡」は標準実数の無限に近くを見ることに用いる。

曲線（具体的には函数 f のグラフ）を拡大鏡を通して調べるとき曲率がレンズの倍率に比例して減少するように、「無限に拡大できる顕微鏡」は f のグラフの無限に小さい弧を（無限に小さい誤差を除いて）直線にする（実際に視覚化できるのは非常に高解像度の「顕微鏡」ということにはなるが）。そうして f の微分（微分係数）はそうやって得られた直線の傾き（の標準部分）を言うのであった。
つまり、この「顕微鏡」は微分の説明のための道具として用いられたわけである。

## 世間の反応
本書を最初にレビューしたのは、構成的数学における業績で知られるエレット・ビショップであった。ビショップのレビューは甚く批判的である（超準解析への批判の項へ譲る）。すぐ後に、マーチン・デイヴィスとハウスナーが好意的な詳細レビューを著し、アンドレアス・ブラスやキース・ストロイヤンも同様に好意的であった。キースラーに師事していた   キャスリーン・サリバンは自身の博士論文の一部として、5つの学校を対象とする対照実験を行い、本書 Elementary Calculus が微分積分学の標準的な指導方法と比べて優位な点を発見した。サリバンによって述べられた利点があるにも拘らず、非常に大多数の数学者は、その教育において無限小に基づく手法を適当としなかった。近年では、Katz & Katz (2010) がキースラーの著書に基づく微分積分学の教程について肯定的な扱いをしている。オドンヴァンも微積分を無限小を用いて教えた経験を記述しており、最初は肯定的であったが、のちには本書（あるいは別の本での）超準的微分積分学へアプローチすることの教育学的困難を発見している。
G. R. Blackley は Prindle, Weber & Schmidt への書簡で、本書 Elementary Calculus: An Approach Using Infinitesimals について "Such problems as might arise with the book will be political. It is revolutionary. Revolutions are seldom welcomed by the established party, although revolutionaries often are."（試訳:「この本から生じるかもしれないそのような問題というのは、政治的なものであるのでしょう。それは革命的です。革命的なものは数あれど、それが既得権益に歓迎されることなどめったにない。」）と所見を述べた。
Hrbacek は、ε–δ 論法なしに超準的微分積分学がなされるという希望は完全には実現できないと主張することで、連続性、微分、積分の定義が—定義に超準的入力値を含めるように拡張するために—ロビンソンの理論的枠組みにおける ε–δ 論法に暗黙的に従わざるを得ないと記した。 Błaszczyk らは、一様連続性の透明性の高い定義を展開する中で、microcontinuityの有効性を詳述し、Hrbacek の批判を「疑わしき嘆き」("dubious lament") と位置付けた。

## 移行原理
本書第一版と第二版の間で、超準解析の理論的下地を含む理論的資料の大部分が第一章から巻末の最終章へ移された。

第二版においてキースラーは、延長原理 (extension principle) および移行原理 (transfer principle) を以下のような形で導入した: 
そしてこの原理を適用できる「実数に関する主張」のいくつかの例を与えた:
- 加法が閉じていること: 任意の x, y に対し、和 x + y が定義される。
- 加法の交換法則: x + y = y + x.
- 大小関係の逆数法則: 0 < x < y ならば 0 < 1/y < 1/x.
- 零除算の除外: x/0 は定義されない（英語版）
- 代数的な恒等式: {\textstyle (x-y)^{2}=x^{2}-2xy+y^{2}}.
- 三角恒等式: {\textstyle \sin ^{2}x+\cos ^{2}x=1}.
- 対数法則: x > 0 かつ y > 0 ならば {\textstyle \log _{10}(xy)=\log _{10}x+\log _{10}y}.

## 注

## 原著について
- 初版: Keisler, H. Jerome (1976), Elementary Calculus: An Approach Using Infinitesimals, Prindle Weber & Schmidt
  - 傍用モノグラフ: Keisler, H. Jerome (1976), Foundations of Infinitesimal Calculus, Prindle Weber & Schmidt, ISBN 978-0871502155 2007年1月10日閲覧。
- 第二版: Keisler, H. Jerome (1986), Elementary Calculus: An Infinitesimal Approach, Prindle Weber & Schmidt
- 第三版: Keisler, H. Jerome (2012), Elementary Calculus: An Infinitesimal Approach (2nd ed.), New York: Dover Publications, ISBN 978-0-486-48452-5

初版・第二版は絶版であり、第二版が絶版となった折に著作権は著作者であるキースラーに戻され、キースラーは自サイト http://www.math.wisc.edu/~keisler/calc.html において第二版（修正オンライン版）の公開を行っている (PDFフォーマットでダウンロード可能)。本書はすでに第三版が出ているが、出版社との合意のもとオンライン版の公開は継続されているとの説明が当該サイトに書かれている。傍用のモノグラフについても同様にオンライン版が http://www.math.wisc.edu/~keisler/foundations.html に公開中である。
- 日本語訳本: キースラー 著、斎藤正彦 訳『無限小解析の基礎––微積分の新手法』（新装）東京図書、1986年（原著1979年）。ISBN 978-4489001826。（傍用モノグラフの翻訳）